# ابواسحاق کازرونی
ابراهیم بن شهریار بن زادان‌فرخ بن خورشید کازرونی (۳۵۲–۴۲۶ هجری قمری) مشهور به شیخ ابواسحاق کازرونی و ملقب به شیخ مرشد، از صوفیان نامدار اواخر قرن چهارم و اوایل قرن پنجم هجری قمری است. او بنیان‌گذار سلسلهٔ کازرونیه بود که از یک سو تا هند و چین و از سوی دیگر تا آناتولی و بغداد گسترش یافت.

## تولد و خانواده
ابواسحاق ابراهیم در ۱۵ رمضان سال ۳۵۲ قمری برابر با ۹۶۳ میلادی در محلهٔ نُوَرد کازرون (کوی علیای فعلی) زاده شد.
پدر او شهریار، مردی پیشه‌ور از قبیله سلمانی کازرون بود که از خویشاوندان سلمان فارسی بودند و پیامبر اسلام آنان را از پرداخت جزیه معاف کرده بود.
شهریار و بانویه که در خانواده‌های زرتشتی زاده شده بودند، پیش از تولد ابواسحاق دینشان را تغییر داده و مسلمان شده بودند.

## زمانهٔ ابواسحاق
در زمان تولد ابواسحاق، منطقهٔ فارس هنوز یکی از پایگاه‌های مهم دین زرتشتی و کازرون مهم‌ترین و بزرگ‌ترین مرکز زرتشتیان بود و بیشتر مردم کازرون هنوز آیین زرتشتی داشتند.
در آن زمان چندین آتشکده بزرگ و دو مسجد در کازرون وجود داشت و حاکم شهر نیز فردی زرتشتی به نام خورشید مرزبان مشهور به دیلم مجوسی بود که به زرتشتیان آل بویه انتساب داشت.

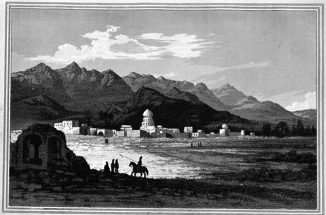
بقایای یک آتشکده در کازرون، در حالی که نمایی از یک مسجد نیز در پشت تصویر مشخص است (نقاشی از ستوان جانسون در سال ۱۸۱۸ میلادی)

## زندگی و تحصیل
ابواسحاق در خانواده‌ای تهی‌دست زاده شد و مجبور بود از کودکی کار کند. صبح‌ها قبل از شروع کار نزد ابوتمام بصره‌ای و ابوعلی محمد شامی که از قاریان ساکن کازرون بودند، آموزش قرآن می‌دید.
او به تدریج از علاقه‌مندان به ابن خفیف، صوفی مشهور قرن چهارم هجری قمری شد. از استادان اصلی او می‌توان به ابوعبدالله محمد بیضاوی، ابی احمد عبدالوهاب رامین، قاضی ابوالطیب طبری، ابوعبدالله محمد کازرونی و قاضی ابومسعود محسن کازرونی اشاره کرد. ابواسحاق در سال ۳۸۸ هجری به همراه شیخ حسن اکّار به بصره، مکه و مدینه سفر کرد. او سرانجام و پس از تکمیل علوم خود، سلسلهٔ کازرونیه (مرشدیه) را در نیمهٔ دوم قرن چهارم هجری با هدف ترویج اسلام به مرکزیت شهر کازرون بنیان‌گذاری کرد.

## تلاش برای گسترش اسلام و نبردها
ابواسحاق تصمیم داشت که اسلام را در منطقهٔ کازرون توسعه دهد و به همین علت شروع به تبلیغ و نشر دین کرد. او ابتدا در مسجد جامع کازرون به منبر رفت. اما به دلیل اخلال‌هایی که مخالفان در کارش به وجود آوردند، به ناچار از کازرون خارج شده و با ساخت محراب و سپس مسجدی سنگی در حومهٔ شهر به تبلیغ دین پرداخت. مخالفان او بارها این مسجد را تخریب کردند تا اینکه نهایتاً در سال ۳۷۱ هجری قمری یکی از مریدان او مسجدی را بنا کرد که به پایگاه اصلی سلسلهٔ کازرونیه تبدیل شد. اقدامات او که با استقبال مردم مواجه شده بود، موجب عکس‌العمل شدید زرتشتیان کازرون شد. پس از آن بود که ابواسحاق به تهیه سپاهی با کمک ابوعبدالله محمد بن جذین روی آورد. کشمکش‌های میان ابواسحاق و حاکم زرتشتی کازرون، موجب وقوع جنگی سخت میان مسلمانان و زرتشتیان کازرون شد. جنگ‌های متعدد او موجب شد تا در میان مردم شیخ غازی لقب بگیرد. دشمنی‌ها تا آن‌جا ادامه یافت که مردی به نام شهزور بن خربام نیز سعی در ترور شیخ ابواسحاق داشت که ناموفق بود.
سرانجام حاکم کازرون در سال ۴۰۶ هجری قمری توسط یکی از مریدان شیخ ابواسحاق مسموم شده و درگذشت.
مجموع حوادث موجب تثبیت و گسترش اسلام در کازرون گردید. روایت‌ها حاکی از اسلام آوردن ۲۴ هزار نفر از مردم کازرون توسط شیخ ابواسحاق است. فعالیت سلسلهٔ کازرونیه به رهبری شیخ ابواسحاق به حدی رسید که به‌تدریج ۶۵ خانقاه را تنها در منطقهٔ فارس به وجود آورد.

## وفات
شیخ ابواسحاق سرانجام در ۸ ذیقعده سال ۴۲۶ هجری قمری برابر با ۱۰۳۵ میلادی پس از چهار ماه تحمل بیماری در نُوَرد کازرون درگذشت. او در طول زندگی‌اش همواره گیاه‌خوار و هرگز ازدواج نکرد.

## مریدان و علاقه‌مندان سرشناس
شیخ ابواسحاق مریدان بسیاری داشت و محمود بن عثمان در سیرت‌نامهٔ او فهرستی طولانی از اسامی آن‌ها را آورده است.
از مریدان سرشناس ابواسحاق در زمان حیاتش می‌توان به امیر ابوالفضل بن بویه دیلمی و فخرالملک واسطی، وزیران آل بویه اشاره کرد.
شاهرخ، پادشاه امپراتوری تیموری در قرن نهم هجری قمری، غیاث‌الدین بلبن، پادشاه سلطنت مملوک هند در قرن هفتم هجری قمری، علاءالدین خلجی، پادشاه دودمان خلجی هند در قرون هفتم و هشتم و محمد بن تغلق، سلطان دهلی در قرن هشتم هجری قمری از دیگر مریدان سرشناس وی بوده‌اند.
سلطان بایزید و سلطان محمد فاتح، امپراطوران عثمانی نیز ارادت ویژه‌ای به شیخ ابواسحاق کازرونی داشتند و بناهایی در عثمانی برای او احداث کردند.
محمودشاه اینجو، فرمانروای آل اینجو در فارس و اصفهان به علت ارادت به شیخ ابواسحاق، نام فرزند و جانشین خود را ابواسحاق گذاشت.
از دیگر مریدان و علاقه‌مندان نامدار او در قرون بعد می‌توان به خواجوی کرمانی، امین‌الدین بلیانی، عطار نیشابوری، روزبهان بقلی فسایی، خواجه امین‌الدین کازرونی و رکن‌الدین دانیال خنجی اشاره کرد.
پادشاهان هند اعتقاد زیادی به شیخ ابواسحاق داشتند و نذورات بسیاری به نام او پرداخت می‌کردند.
حکّام محلی در ایران نیز، به‌ویژه از قرن هفتم به بعد، نام او را بر روی سکه‌ها می‌آوردند.

## سیرت‌نامه
فردوس‌المرشدیة فی اسرارالصمدیة، نام کتاب سیرت‌نامهٔ شیخ ابواسحاق کازرونی است که در قرن پنجم هجری قمری توسط امام ابوبکر محمد نگاشته شد و در قرن هشتم هجری قمری توسط محمود بن عثمان، از مریدان او ترجمه شد.

## آثار
از آثار باقی‌مانده از شیخ ابواسحاق می‌توان به روایاتی در باب اعتقادات، سخنان وصیت‌گونه خطاب به ابوالفتح عبدالسلام بن احمد و اشعاری به زبان کازرونی قدیم که امروز از زبان‌های مرده به حساب می‌آید، اشاره کرد.

## گسترش سلسلهٔ کازرونیه
پس از مرگ شیخ ابواسحاق، فعالیت‌های سلسلهٔ کازرونیه از طریق خانقاه‌های آن که به‌عنوان بنگاه‌های بشردوستانه شناخته می‌شدند، به رهبری خانقاه کازرون ادامه یافت.
موقعیت منطقهٔ فارس و شهر کازرون به عنوان بخشی از شاهراه تجاری در پس‌کرانهٔ خلیج فارس و وجود شبکه تجّار کازرونی، موجب گسترش سلسلهٔ کازرونیه شد.
میرزا حسن فسایی در کتاب فارسنامه ناصری در این‌باره می‌نویسد:
سلسلهٔ تجّار کازرون به اندازه‌ایست که این فارسنامه را گنجایش آن نیست.
جانشینان شیخ ابواسحاق در رهبری سلسلهٔ کازرونیه، بیشتر خانقاه‌های خود را در مسیرهای تجاری می‌ساختند.
فعالیت آن‌ها در ابتدا محدود به ایالت شاپورخوره بود.
شهر بیشاپور به‌عنوان یکی از پایتخت‌های شاهنشاهی ساسانی و مهم‌ترین شهر این ایالت به تدریج جایگاه و اهمیت خود را به کازرون منتقل کرده بود و بیشتر مردم بیشاپور نیز به کازرون مهاجرت کرده بودند. از دیگر شهرهای مهم این ایالت می‌توان به شهرهای باستانی توج و غندجان اشاره کرد که امروزه هر دوی آن‌ها متروکه شده‌اند.
شهر خنج از شهرهای پس‌کرانه‌ای خلیج فارس نیز از مناطقی بود که خانقاه کازرونیه در همان مراحل اولیه به‌علت قرارگیری در مسیر تجاری در آن دائر شد. حضور در مسیرهای مهم تجاری به تدریج موجب آشنایی بازرگانان کازرونی با کشورهای شرق و غرب و ثروتمند شدن آن‌ها شد. حضور بازرگانان کازرونی در این کشورها، موجب ایجاد شبکه‌ای بین‌المللی توسط سلسلهٔ کازرونیه در کشورهای دیگر، به‌ویژه چین، هند و آناتولی شد.
رهبری این شبکه بین‌المللی به‌عهده شیخ عمر بن ابوالفرج کازرونی، رئیس سلسلهٔ کازرونیه و جانشین شیخ ابواسحاق کازرونی بود. ابن بطوطه در کتاب رحله به وجود خانقاه‌های کازرونیه (مرشدیه) در چین و هند اشاره کرده است.

## روش سلسلهٔ کازرونیه
روش این سلسله بر این اصل مبتنی بود که باید از توانگران گرفت و به مستمندان داد.
پیروان این سلسله در کشورهای مختلف با انجام امور خیریه، اسلام را نیز تبلیغ می‌کردند. خانقاه‌های کازرونیه محلی برای گردآوری نذورات و پذیرایی از مسافران و مستمندان به‌شمار می‌آمد. در این خانقاه‌ها حواله‌های پولی به فقرا و نیازمندان می‌دادند و آن‌ها می‌توانستند این حواله‌ها را از طریق کسانی که نذورات خود را به خانقاه‌های کازرونیه پرداخت می‌کردند، دریافت کنند.
ابن بطوطه در این‌باره نقل می‌کند که:
یک بار یکی از دراویش به هند فرستاده شد تا ده هزار دیناری را که پادشاه هند، محمد بن تغلق برای شیخ ابواسحاق نذر کرده بود، وصول کند.

## نفوذ سلسلهٔ کازرونیه در هند

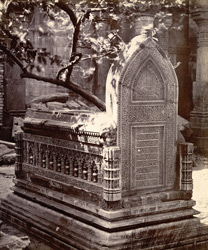
آرامگاه عمر کازرونی، از بزرگان سلسلهٔ کازرونیه در هند - بندر کمبایه

هند به‌عنوان یکی از مراکز تجاری و جمعیتی از همان ابتدا مورد توجه شیخ ابواسحاق و بزرگان سلسلهٔ کازرونیه بود. نخستین صوفی که به هند مهاجرت کرد، شیخ صفی‌الدین کازرونی، برادرزاده و مرید شیخ ابواسحاق بود که به دستور او به این منطقه رفت و خانقاه کازرونیه را در شهر اوچ (واقع در ایالت پنجاب پاکستان امروزی) بنیان گذاشت.
با این وجود نفوذ سلسلهٔ کازرونیه در هند از سال‌های پایانی قرن هفتم هجری قمری با ورود پیروان این سلسله و تجّار کازرونی به هند رو به افزایش گذاشت.
شهرت و نفوذ شیخ ابواسحاق کازرونی در هند به حدی رسید که علاءالدین خلجی، پادشاه دودمان خلجی در هند پس از تصرف بندر کمبایه (خامبهات فعلی) محرابی در آن‌جا ساخته و اطرافش را آیات قرآن نوشته و به صورت تبرّک به مقبره شیخ ابواسحاق در کازرون فرستاد.
ارادت محمد بن تغلق، سلطان دهلی در قرن هشتم هجری قمری به این سلسله به حدی بود که شهر کمبایه را به عمر کازرونی، از صوفیان سلسلهٔ کازرونیه در هند عطا کرد و پس از مرگ عمر در سال ۷۳۴ هجری قمری آرامگاهی باشکوه برای او بنا کرد.
ابن بطوطه که در سال ۷۳۴ هجری قمری به هند سفر کرده به فعالیت خانقاه‌های سلسلهٔ کازرونیه در بندرها کالیکوت و کولام در ساحل مالابار اشاره می‌کند.
اتحادیه‌های بازرگانان ایرانی در غرب هند به ریاست شیخ شهاب‌الدین کازرونی مشهور به ملک‌التجّار فعال بودند. شیخ شهاب‌الدین همزمان رئیس خانقاه کازرونیه در بندر کالیکوت و نماینده سلسلهٔ کازرونیه برای دریافت نذورات مردم هندوستان و چین و گردآوری نذورات تاجران و دریانوردان برای خانقاه مرکزی سلسلهٔ کازرونیه در شهر کازرون بود. پسر وی، شیخ فخرالدین کازرونی نیز متولی خانقاه کازرونیه در بندر کولام بود و همین وظیفه را در جنوب هند بر عهده داشت.
از دیگر مریدان صاحب‌نفوذ شیخ ابواسحاق کازرونی در هند می‌توان به شیخ نورالدین ملک یار پران و رفیع‌الدین کازرونی اشاره کرد که هر دو از نزدیکان دربار هند در قرن هفتم هجری قمری بوده و در این کشور به شغل قضاوت مشغول بودند.

## نفوذ سلسلهٔ کازرونیه در چین
در قرن هشتم هجری قمری، حضور بازرگانان مسلمان از جمله بازرگانان کازرونی در شهر گوانگ‌ژو در چین افزایش یافت و توان مالی و نفوذ فرهنگی آنان، باعث قدرت گرفتن آن‌ها در این کشور شد
یکی از این افراد پرنفوذ، برهان‌الدین کازرونی، صوفی و رئیس خانقاه سلسلهٔ کازرونیه در چین بود. او نیز نذورات تاجران و دریانوردان را دریافت کرده و به خانقاه مرکزی در کازرون می‌فرستاد. ابن بطوطه در سفرنامهٔ خود از شیخ برهان‌الدین کازرونی به‌عنوان یکی از مشایخ بزرگ مقیم شهر گوانگ‌ژو نام می‌برد.
ابن بطوطه در سفرنامه‌اش به این نکته نیز اشاره کرده است که شیخ ابواسحاق کازرونی پیش مردم هندوستان و چین مقام بالایی دارد و کشتی‌هایی که از سمت هندوستان یا چین می‌آیند، هزاران دینار به‌عنوان نذورات به نمایندگان شیخ ابواسحاق برای در امان ماندن از بلایا پرداخت می‌کنند.

## نفوذ سلسلهٔ کازرونیه در عثمانی
شیخ ابواسحاق در امپراتوری عثمانی طرفداران و مریدان بسیاری داشته است به طوری که محله‌ای به نام ابواسحاق در شهر بورسا، نخستین پایتخت امپراتوری عثمانی وجود دارد.
نامگذاری این محله به علت وجود مسجد و مقبره‌ای نمادین از شیخ ابواسحاق کازرونی است. سلطان بایزید عثمانی در سال ۸۰۲ هجری قمری، مقبرهٔ نمادین شیخ ابواسحاق را برای طرفداران سلسلهٔ کازرونیه که در آن منطقه به اسحاقیه مشهور بود، بنا کرد. در دوره‌های بعد نیز سلطان محمد فاتح آن را بازسازی کرد.
این بنا هنوز هم پابرجاست و به‌عنوان یکی از میراث فرهنگی کشور ترکیه نگهداری می‌شود.

## آرامگاه
شیخ ابواسحاق کازرونی پس از وفات در سال ۴۲۶ هجری قمری در خانقاه خود، مشهور به ایوان مرشدی که امروزه در محله کوزه‌گران کازرون قرار دارد، به خاک سپرده شد. این محل حوادث تاریخی زیادی را پیش روی خود دیده است. خاک مزار شیخ ابواسحاق برای تبرّک زائرانی که از قونیه به حجاز می‌رفتند و همچنین برای جلوگیری از غرق شدن کشتی‌ها استفاده می‌شد. اعتقاد مردم به مقبرهٔ او به حدی بود که خاک مزار او را تریاک اکبر می‌نامیدند.
شیخ ابواسحاق اینطور وصیت کرده بود:
هرگاه شما را حادثه‌ای پیش آید، تعرض به صندوق تربت من کنید تا آن بلیه مندفع گردد.
همین اتفاق هم افتاد و سلجوق‌شاه بن سلغر، اتابک فارس که علیه مغولان قیام کرده بود به آرامگاه شیخ ابواسحاق در کازرون پناه آورد و آن محل را سنگری علیه مغولان قرار داد. اما در نهایت از مغولان شکست سختی خورد. در این جنگ سلجوقشاه اسیر و کشته شد و مغولان نیز مردم کازرون را که به سلجوقشاه پناه داده بودند، قتل‌عام کردند.
شاهرخ، پادشاه امپراتوری تیموری هرگاه که به جنوب ایران سفر می‌کرد، به زیارت آرامگاه شیخ ابواسحاق می‌آمد.
این آرامگاه جایی‌است که خواجوی کرمانی مثنوی روضةالانوار را در مدت اقامتش در کازرون در سال ۷۴۳ هجری قمری در آن سرود.
آرامگاه شیخ ابواسحاق کازرونی در سال ۱۳۵۶ با شماره ۱۵۰۹ در فهرست آثار ملی - تاریخی ایران به ثبت رسید. باغی که آرامگاه شیخ ابواسحاق در آن قرار دارد، در حال حاضر محل استقرار ادارهٔ میراث فرهنگی، گردشگری و صنایع دستی کازرون است.

## نابودی سلسلهٔ کازرونیه
سرانجام با به قدرت رسیدن دودمان صفوی، شاه اسماعیل یکم دستور قتل بزرگان سلسلهٔ کازرونیه و تخریب بناهای مهم آن‌ها را صادر کرد. این سلسله همچنین از داشتن خانقاه مرکزی محروم شده و به‌تدریج رو به افول نهاد.